# لورا سیلورمن
لورا سیلورمن (انگلیسی: Laura Silverman؛ زادهٔ ۱۰ ژوئن ۱۹۶۶) یک هنرپیشه، و صدا پیشه اهل ایالات متحده آمریکا است. وی از سال ۱۹۹۵ میلادی تاکنون مشغول فعالیت بوده‌است.
او در فیلم ایالتی و اصلی و زندگی اتفاق می‌افتد بازی کرده‌است.